# Shelden Williams
Shelden DeMar Williams (Oklahoma City, Oklahoma; 21 de octubre de 1983) es un exjugador de baloncesto estadounidense que disputó seis temporadas en la NBA. Con 2,06 de altura jugaba en la posición de ala-pívot/pívot.

## Carrera

### High School
En el instituto Midwest City obtuvo todos estos galardones:
- Seleccionado en el EA Sports High School All-America de 2002.
- Jugador del año Gatorade en Oklahoma (2001, 2002).
- Jugador del año USA Today en Oklahoma (2001).
- Jugador del año en Oklahoma por el Daily Oklahoman (2001).
- Mejor defensor de Oklahoma (2000, 2001).
- Elegido como uno de los 5 mejores jugadores que iban a dar el salto a la NCAA en la 2001-2002 por Future Stars, BlueChipHoops.com y College Basketball News y el mejor alero por Basketball News y Prepstars.
- Tres veces all-state, all-district y all-city (1999-2001).
- Parade All-America (2001).

Fue suspendido en el equipo por un incidente en una habitación de un hotel en Columbus, Ohio, en el que fue acusado de violación.

### Universidad
Williams se graduó en la Universidad de Duke, donde pasó 4 años, desde 2002 hasta 2006, licenciándose en álgebra. Con los Blue Devils fue toda una estrella y dejó para la posterioridad diferentes récords como líder histórico en rebotes o tapones.
Sus números han sido muy destacados en cada una de las temporadas que pasó allí. En la 2003-2004 empezó a brillar con 12.6 puntos, 8.5 rebotes y 3 tapones, en 2004-05 incrementó hasta los 15.5 puntos, 11.2 rebotes y 3.7 tapones y en su último año, en la 2005-2006 se fue hasta los 18.8 puntos, 10.7 rebotes y 3.8 tapones. Esa temporada logró ser el tercer jugador de Duke en conseguir un triple doble, al firmar 19 puntos, 11 rebotes y 10 tapones en la victoria sobre Maryland el 11 de enero de 2006.
Otro de sus logros no solo a nivel de Duke, sino de toda la NCAA es el hecho de haberse convertido en el tercer jugador en la historia del baloncesto universitario en anotar 1500 puntos, capturar 1000 rebotes, taponar 350 tiros y robar 150 balones durante su aventura en la NCAA. Solo Tim Duncan y Ralph Sampson fueron capaces de eso. Su camiseta n.º 23 fue retirado en la universidad el 28 de enero de 2007.
Algunos de los reconocimientos que tuvo fueron los siguientes:
- Defensor del año, National Association of Basketball Coaches (2005, 2006).
- Primer quinteto All American, Associated Press (2006).
- Primer quinteto All American, John R. Wooden (2006).
- Senior CLASS All-Senior All American Team (2006).
- Finalista en el jugador del año, John R. Wooden (2006).

En Duke se ganó el apodo o el sobrenombre de "The Landlord", su tamaño, intensidad, estilo agresivo de juego le hicieron convertirse en todo un dueño de la pintura.

### Profesional

#### NBA
Shelden fue elegido por Atlanta Hawks en el puesto n.º 5 del draft de 2006. Empezó contando poco, pero a medida que ha ido transcurriendo la temporada ha ido ganando en minutos, confianza y juego hasta el punto de llegar a ser el mejor rookie del mes de abril en la Conferencia Este, promediando 11,6 puntos y 10,6 rebotes.
El 16 de febrero de 2008 fue traspasado a Sacramento Kings junto con Anthony Johnson, Tyronn Lue, Lorenzen Wright y una segunda ronda del draft de 2008 a cambio del base Mike Bibby, mientras que un año después fue enviado a Minnesota Timberwolves junto con Bobby Brown por Rashad McCants y Calvin Booth.
El 3 de agosto de 2009 firmó un contrato de un año con Boston Celtics.
El 14 de julio de 2010 fichó como agente libre por Denver Nuggets.
En diciembre de 2011 firmó un contrato con New Jersey Nets.

#### Francia
El 28 de agosto de 2012, firma por una temporada con el actual campeón de la LNB Pro A francesa, el Élan Chalon. En 10 encuentros en la Euroliga promedió 11,3 puntos y 7,6 rebotes por partido.

#### China y retirada
En octubre de 2013, firma por los Tianjin Ronggang de China. Tras dos temporada abandona el equipo y se retira como profesional.

### Entrenador
Desde 2018 a 2020 fue asistente técnico de los Erie BayHawks/College Park Skyhawks de la NBA G League.

## Estadísticas de su carrera en la NBA

### Temporada regular
| Año     | Equipo     | PJ  | PT  | MPP  | %TC  | %3P  | %TL  | RPP | APP | ROB | TPP | PPP |
| ------- | ---------- | --- | --- | ---- | ---- | ---- | ---- | --- | --- | --- | --- | --- |
| 2006–07 | Atlanta    | 81  | 31  | 18.7 | .455 | .500 | .764 | 5.4 | .5  | .6  | .5  | 5.5 |
| 2007–08 | Atlanta    | 36  | 0   | 11.5 | .370 | .000 | .686 | 3.0 | .3  | .4  | .3  | 3.0 |
| 2007–08 | Sacramento | 28  | 0   | 12.9 | .491 | .000 | .667 | 3.5 | .3  | .3  | .4  | 5.2 |
| 2008–09 | Sacramento | 30  | 0   | 10.2 | .449 | .000 | .762 | 2.6 | .3  | .4  | .3  | 3.7 |
| 2008–09 | Minnesota  | 15  | 0   | 13.8 | .441 | .000 | .667 | 5.0 | .3  | .7  | .5  | 4.9 |
| 2009–10 | Boston     | 54  | 0   | 11.1 | .521 | .000 | .765 | 2.7 | .4  | .2  | .4  | 3.7 |
| 2010–11 | Denver     | 42  | 32  | 17.0 | .453 | .000 | .739 | 5.3 | .5  | .4  | .5  | 4.7 |
| 2010–11 | New York   | 17  | 6   | 11.6 | .538 | .000 | .828 | 2.9 | .8  | .3  | .2  | 3.9 |
| 2011–12 | New Jersey | 58  | 35  | 22.0 | .478 | .000 | .731 | 6.0 | .6  | .8  | .7  | 4.6 |
| Total   | Total      | 361 | 104 | 15.5 | .462 | .222 | .740 | 4.3 | .5  | .5  | .4  | 4.5 |

### Playoffs
| Año   | Equipo | PJ | PT | MPP | %TC  | %3P  | %TL  | RPP | APP | ROB | TPP | PPP |
| ----- | ------ | -- | -- | --- | ---- | ---- | ---- | --- | --- | --- | --- | --- |
| 2010  | Boston | 8  | 0  | 7.1 | .444 | .000 | .833 | 1.6 | .0  | .1  | .0  | 1.6 |
| Total | Total  | 8  | 0  | 7.1 | .444 | .000 | .833 | 1.6 | .0  | .1  | .0  | 1.6 |

## Vida personal
Es hijo de Bob y Jeannette Williams. Su padre jugó al baloncesto en Oklahoma Christian University, y su hermano Quincy jugó en North Texas.
Estuvo casado con la estrella de la WNBA Candace Parker de 2008 a 2016. Tienen una hija llamada Lailaa Nicole Williams que nació el 13 de mayo de 2009.